# Nanana
Nanana är en låt framförd av den slovenska sångerskan Karmen Stavec. Låten representerade Slovenien vid Eurovision Song Contest 2003 i Riga i Lettland. Låten är skriven av Stavec själv tillsammans med Martin Štibernik.
Bidraget framfördes i finalen den 24 maj 2003. Det slutade på tjugotredje plats med 7 poäng.